# Pseudopeziza drabae
Pseudopeziza drabae är en svampart som tillhör divisionen sporsäcksvampar, och som först beskrevs av John Axel Nannfeldt, och fick sitt nu gällande namn av John Axel Nannfeldt. Pseudopeziza drabae ingår i släktet Pseudopeziza, och familjen Dermateaceae. Arten är reproducerande i Sverige.